# Castell de Veliki Tabor

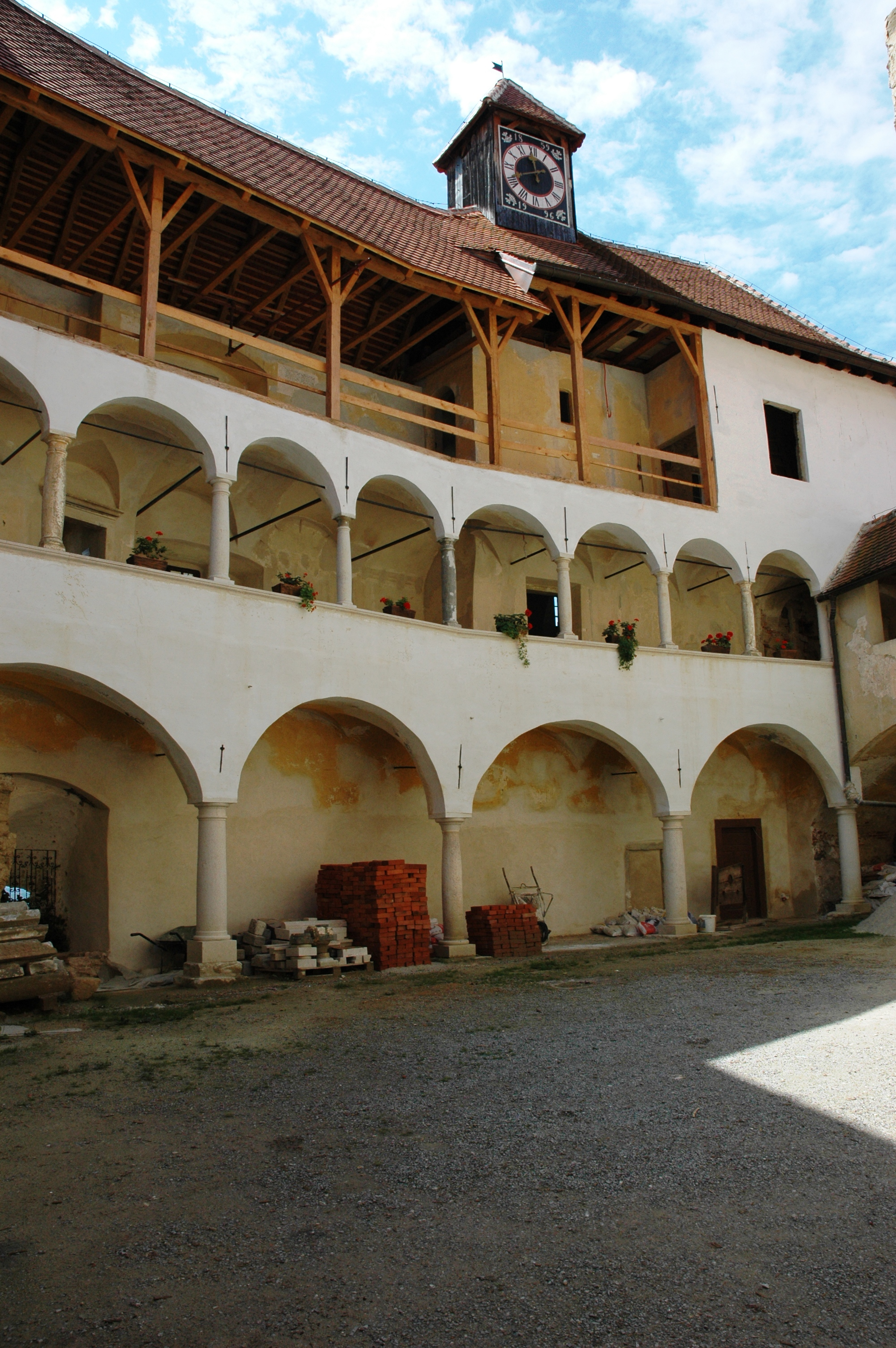
Pati interior del castell

El castell de Veliki Tabor està situat a l'extrem nord occidental de la regió d'Hrvatsko Zagorje, prop de Desinic, a Croàcia.
És un complex d'habitatge, de defensa i d'explotació agrícola construït sobre la cresta allargada d'un turó en un paisatge ondejat i pintoresc. La major part de la construcció és d'estil renaixement i data del segle xvi amb intervencions posteriors d'estil barroc. L'element dominant del complex és un castell massís que es troba a l'est de l'altiplà envoltat de la muralla de defensa exterior.
El castell de forma poligonal, organitzat de manera centralitzada, està constituït d'un recinte amb quatre grans torres en forma de ferradura enllaçades per les cortines i d'una construcció pentagonal central. Les masses robustes del castell són recobertes de teulades abruptes. El costat exterior de les muralles presenta tres zones: la inferior amb fundacions obliqües que acaben amb un cordó, la mitjana que correspon a la defensa i la zona superior amb les triples consoles de pedra. Al pati interior, es troben tres pisos amb galeries en arcades, excepte en la seva part oest en un pis, on la galeria va ser construïda de fusta. La planta baixa serveix de celler i els tres pisos superiors servien d'habitatge.